# Pilosella saussureoides
Lo sparviere niveo (nome scientifico Pilosella saussureoides (Arv.-Touv., 1873) è una specie di pianta angiosperma dicotiledone della famiglia delle Asteraceae.

## Etimologia
Il nome generico (Pilosella) deriva dal latino "pilosus" (significa "peloso") e si riferisce all'aspetto piuttosto pubescente di queste piante. L'epiteto specifico (saussureoides) ricorda il naturalista svizzero Horace Bénédict de Saussure (1740-1799).

Il binomio scientifico della pianta di questa voce è stato proposto dal botanico francese Jean Maurice Casimir Arvet-Touvet (1841-1913)  nella monografia "Pilosella & Hieracium: 13" pubblicata nel 1873.

## Descrizione

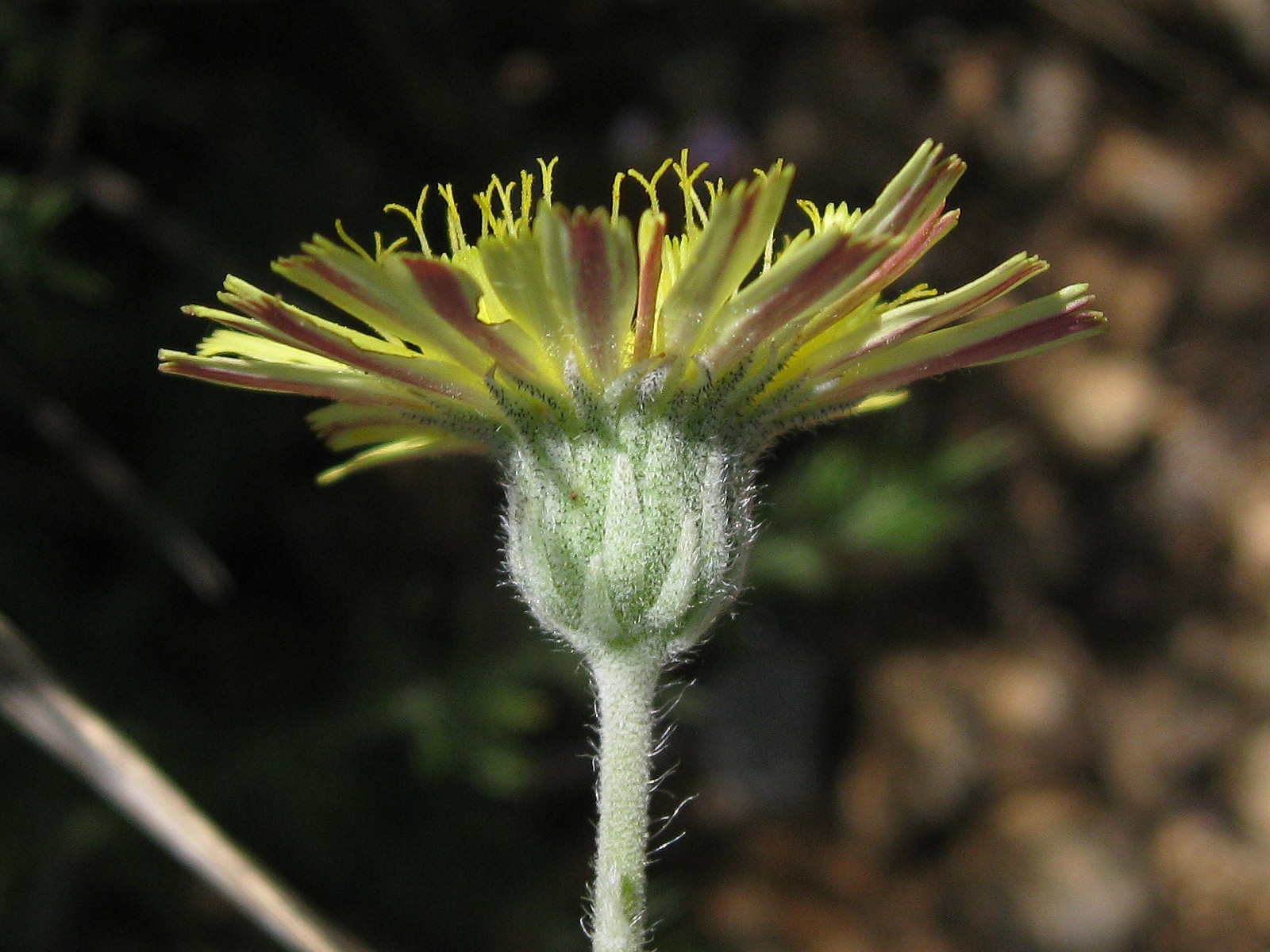
L'involucro

Habitus. Queste piante possono raggiungere una altezza compresa tra 5 – 30 cm. La forma biologica è emicriptofita rosulata (H ros), ossia in generale sono piante erbacee, a ciclo biologico perenne, con gemme svernanti al livello del suolo e protette dalla lettiera o dalla neve e hanno le foglie disposte a formare una rosetta basale. Sono inoltre provviste di lattice (i vasi latticiferi sono anastomizzati)..
Fusto. 
- Parte ipogea: la parte sotterranea consiste in un rizoma con 1 - 3 stoloni epigei erbacei; il portamento degli stoloni è più o meno ascendente; sono fogliosi (le foglie sono più piccole di quelle delle rosette basali) ma non possiedono radici, sono filiformi, pallidi con un diametro di 0,7 – 1 mm e una lunghezza di 3 – 5 cm.
- Parte epigea: la parte aerea del fusto è eretta, semplice (monocefala - raramente è forcuta); la pubescenza è formata da setole e peli stellati, meno frequenti sono i peli ghiandolari.

Foglie. Le foglie, disposte in modo alternato, sono basali (da 5 a 7 raccolte in una rosetta basale) con lamina a forma da strettamente lanceolata a obovata o oblanceolato-spatolata colorata di verde scuro nella parte superiore (per abbondanti setole) e bianco niveo (per densissimi peli stellati) nella parte inferiore. Le foglie degli stoloni sono grandi la metà o anche meno, progressivamente ridotte. Le foglie cauline sono assenti.
Infiorescenza. Le infiorescenze sono composte da un unico capolino piatto, peduncolato e privo di foglie (brattee fogliacee). La pubescenza del peduncolo è formata da setole e peli stellati, meno frequenti sono i peli ghiandolari. Il capolino è formato da un involucro emisferico composto da brattee (o squame) disposte su una sola serie (mancano quelle esterne), all'interno delle quali un ricettacolo fa da base ai fiori tutti ligulati. Le squame dell'involucro, disposte lungo una spirale, hanno delle forme lineari e strette (1 – 2 mm, o meno) con apice acuto o acuminato e orli feltrosi o nudi; il colore è bianco-niveo; la pubescenza è formata da densi brevi peli semplici (0,5 - 1,5 mm) e peli stellati (i peli ghiandolari sono assenti). Il ricettacolo è nudo (ossia privo di pagliette a protezione della base dei fiori); il margine degli alveoli è dentato. Diametro del capolino: 1,5 - 2,5 cm. Lunghezza dell'involucro: 7 – 10 mm.
Fiori. I fiori, tutti ligulati (i fiori tubulosi in genere sono mancanti), sono tetra-ciclici (ossia sono presenti 4 verticilli: calice – corolla – androceo – gineceo) e pentameri (ogni verticillo ha in genere 5 elementi). I fiori sono ermafroditi, fertili e zigomorfi.
- Formula fiorale:

*/x K {\displaystyle \infty }, [C (5), A (5)], G 2 (infero), achenio
- Calice: i sepali del calice sono ridotti ad una coroncina di squame.
- Corolla: le corolle sono formate da un tubo (alla base) e da una ligula terminante con 5 denti; il colore è giallo-intenso, a volte con striature rosse nella parte inferiore.
- Androceo: gli stami sono 5 con filamenti liberi e distinti, mentre le antere sono saldate in un manicotto (o tubo) circondante lo stilo.[15] Le antere sono codate e allungate con una appendice apicale acuta; i filamenti sono lisci. Il polline è tricolporato.[16]
- Gineceo: lo stilo è lungo, filiforme e peloso sul lato inferiore. Gli stigmi dello stilo sono due divergenti e ricurvi con la superficie stigmatica posizionata internamente (vicino alla base).[17] L'ovario è infero uniloculare formato da 2 carpelli.
- Antesi: da (giugno) luglio a ottobre.

Frutti. I frutti sono degli acheni con pappo. L'achenio è lungo 1,9 - 2,1 mm con 10 coste, ciascuna terminante all'apice con un dentello; la forma dell'achenio è ristretta alla base ma non all'apice; il colore è bruno nerastro. Il pappo è formato da setole, sottili e di uguale altezza, disposte in un'unica serie.

## Biologia
- Impollinazione: l'impollinazione avviene tramite insetti (impollinazione entomogama tramite farfalle diurne e notturne).
- Riproduzione: la fecondazione avviene fondamentalmente tramite l'impollinazione dei fiori (vedi sopra).
- Dispersione: i semi (gli acheni) cadendo a terra sono successivamente dispersi soprattutto da insetti tipo formiche (disseminazione mirmecoria). In questo tipo di piante avviene anche un altro tipo di dispersione: zoocoria. Infatti gli uncini delle brattee dell'involucro (se presenti) si agganciano ai peli degli animali di passaggio disperdendo così anche su lunghe distanze i semi della pianta.

## Distribuzione e habitat

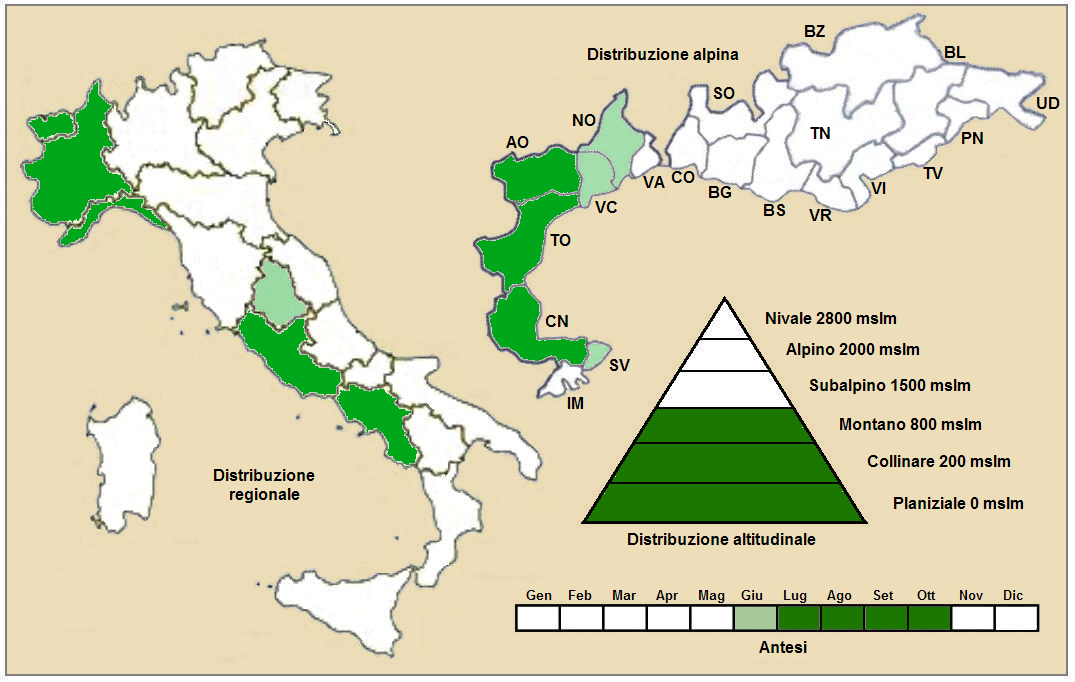
Distribuzione della pianta
(Distribuzione regionale – Distribuzione alpina)

Geoelemento: il tipo corologico (area di origine) è Orofita / Ovest Mediterraneo .
Distribuzione: in Italia questa specie è rara ed è presente al Nord-Ovest (Alpi Cozie e Marittime) e nelle zone Centro-Meridionali. Nelle Alpi oltreconfine si trova in Francia (dipartimenti di Hautes-Alpes, Alpes-Maritimes, Drôme, Isère e Savoia) e nel cantone svizzero di Vallese. Sugli altri rilievi europei collegati alle Alpi si trova nel Massiccio del Giura, Massiccio Centrale e Pirenei. Questa specie è presente anche in Marocco.
Habitat: l'habitat tipico per questa pianta sono i prati aridi e i pendii sassosi. Il substrato preferito è calcareo ma anche calcareo/siliceo con pH basico, bassi valori nutrizionali del terreno che deve essere bagnato.
Distribuzione altitudinale: sui rilievi queste piante si possono trovare da 500 fino a 2.000 m s.l.m.; frequentano quindi i seguenti piani vegetazionali: collinare, montano e subalpino.

### Fitosociologia
Dal punto di vista fitosociologico alpino Pilosella saussureoides appartiene alla seguente comunità vegetale:
Formazione: delle comunità a emicriptofite e camefite delle praterie rase magre secche
Classe: Festuco-Brometea

## Tassonomia
La famiglia di appartenenza di questa voce (Asteraceae o Compositae, nomen conservandum) probabilmente originaria del Sud America, è la più numerosa del mondo vegetale, comprende oltre 23.000 specie distribuite su 1.535 generi, oppure 22.750 specie e 1.530 generi secondo altre fonti (una delle checklist più aggiornata elenca fino a 1.679 generi). La famiglia attualmente (2021) è divisa in 16 sottofamiglie.

### Filogenesi
Il genere di questa voce appartiene alla sottotribù Hieraciinae della tribù Cichorieae (unica tribù della sottofamiglia Cichorioideae). In base ai dati filogenetici la sottofamiglia Cichorioideae è il terz'ultimo gruppo che si è separato dal nucleo delle Asteraceae (gli ultimi due sono Corymbioideae e Asteroideae). La sottotribù Hieraciinae fa parte del "quinto" clade della tribù; in questo clade è posizionata alla base ed è "sorella" al resto del gruppo comprendente, tra le altre, le sottotribù Microseridinae e Cichoriinae. Il nucleo della sottotribù Hieraciinae è l'alleanza Hieracium - Pilosella (comprendenti la quasi totalità delle specie della sottotribù - oltre 3000 specie) e formano (insieme ad altri generi minori) un "gruppo fratello". Alcuni Autori includono in questo gruppo anche i generi Hispidella e Andryala.
I caratteri distintivi per il genere Pilosella sono:
- tutta la piante è densamente pelosa;
- gli acheni hanno 10 coste longitudinali.

Classificazione del genere. Il genere Pilosella è un genere di difficile classificazione in quanto molte specie tendono ad ibridarsi e molto spesso tra una specie e un'altra è presente un "continuam" di caratteri e quindi sono difficilmente separabili. Qui in particolare viene seguita la suddivisione in sezioni del materiale botanico così come sono elencate nell'ultima versione della "Flora d'Italia".
La specie di questa voce è descritta all'interno della VIII sezione Pilosella sect. Pilosella, i cui caratteri principali sono:
- lo scapo in genere è afillo (senza foglie) monocefalo e lungo da 10 a 20 cm;
- gli stoloni sono assenti o molto brevi o epigei allungati;
- la faccia superiore delle foglie è verde, quella inferiore è bianco-tomentosa.

La specie  Pilosella saussureoides è invece individuata dai seguenti ulteriori caratteri:
- gli stoloni sono filiformi, pallidi e con diametri di 0,7 - 1 mm con foglie apicali di tipo lineare o squamiforme;
- il diametro dell'involucro è di 8 - 9 mm;
- i peli semplici sulle brattee involucrali sono densi, lunghi 1 - 1,5 mm, molli, sericei e bianchi;
- i peli ghiandolari sulle brattee involucrali sono assenti.

L'indumentum è uno degli elementi più importanti per distinguere le varie specie.   Pilosella saussureoides è caratterizzata dalla seguente pubescenza:
| Tipo peli        | Stoloni                                                                     | Caule                | Foglie                                                                                           | Brattee involucrali                                            |
| ---------------- | --------------------------------------------------------------------------- | -------------------- | ------------------------------------------------------------------------------------------------ | -------------------------------------------------------------- |
| Peli semplici    | Su caule: da sparsi a densi; sulle foglie: ai lati densi, bianchi e sericei | Assenti              | Pagina superiore: assenti o sui due lati da assenti fino a densi, lunghi 2,5 mm, bianchi e molli | Densi, lunghi 1 - 1,5 mm, molli e sericei e colorati di bianco |
| Peli ghiandolari | Sparsi (solo sul caule)                                                     | Sparsi verso l'apice | Assenti                                                                                          | Assenti                                                        |
| Peli stellati    | Sul caule: sparsi; sulle foglie: molto abbondanti sulla pagina inferiore    | Da sparsi a densi    | Pagina inferiore: densi                                                                          | Densi                                                          |

Il numero cromosomico di  Pilosella saussureoides è: 2n = 36.

## Specie simili
Nella "Flora d'Italia" nella stessa sezione di questa voce (Pilosella sect. Pilosella) sono indicate le seguenti altre specie, più o meno simili a quelle di questa voce:
- Pilosella officinarum  Vaill., 1754: gli stoloni sono lunghi 10 – 20 cm, sia sottili (0,7 mm di diametro) che grossi (2 mm di diametro); l'involucro ha una dimensione di 9 – 11 mm; le brattee dell'involucro hanno un apice da subacuto fino ad acuto.
- Pilosella velutina   (Hegetschw.) F.W.Schultz & Sch.Bip., 1862: la parte superiore delle foglie è ricoperta da fitti peli stelati grigio-verdi quasi bianchi (gli altri caratteri sono simili alla specie P. officinarum).
- Pilosella subtardans (Nägeli & Peter) Soják, 1971: i caratteri sono intermedi tra la specie P. officinarum e la specie P. saussureoides.
- Pilosella amphipolia (Nägeli & Peter) Gottschl., 2010: i caratteri sono intermedi tra la specie P. velutina e la specie P. saussureoides.
- Pilosella pseudopilosella (Ten.) Soják, 1971: gli stoloni hanno diametri sottili (0,8 - 1,2 mm); le brattee involucrali sono colorate di verde-tenue e sono scolorite sui margini; le brattee involucrali sono ricoperte interamente da abbondantissimi peli semplici, lunghi 2 – 3 mm, a consistenza da sericea a molle e colorati da grigio fino a grigio-nero, mentre i peli ghiandolosi sono assenti (o sparsi).
- Pilosella hoppeana (Schult.) F.W.Schultz & Sch.Bip., 1862: gli stoloni sono brevissimi; le brattee involucrali sono colorate di verde-tenue tendente al grigio-chiaro, sono subappressate, con forme strettamente ovate e apici arrotondati; le brattee involucrali sono ricoperta da peli ghiandolari con peduncoli basali molto grandi e nerastri.
- Pilosella leucopsilon (Arv.-Touv.) Gottschl., 2011: gli stoloni sono molto brevi (1 – 3 cm); le brattee involucrali sono colorate di verde-tenue per peli semplici e ghiandolari, sono embricate, appressate con forme strettamente ovato-lanceolate e apice da arrotondato (brattee esterne) fino ad ottuso (quelle interne).
- Pilosella hypeurya (Peter) Soják, 1971: i caratteri sono intermedi tra la specie P. officinarum e la specie P. hoppeana.
- Pilosella fainensis Gottschl., 2010: i caratteri sono intermedi tra la specie P. velutina e la specie P. hoppeana.
- Pilosella peleteriana  (Mérat) F.W.Schultz & Sch.Bip., 1862: gli stoloni sono brevi (1 – 3 cm), più o meno ingrossati (1,4 – 2 mm di diametro); le brattee involucrali sono colorate di verde-tenue, sono appressate, con forme ovate (alla base) e quindi lungamente acuminate con apice arrossato.
- Pilosella longisquama (Peter) Holub, 1977: i caratteri sono intermedi tra la specie P. officinarum e la specie P. peleteriana.
- Pilosella macristolona (Nägeli & Peter) Gottschl., 2010: i caratteri sono intermedi tra la specie P. velutina e la specie P. peleteriana.
- Pilosella portae (Willk. ex T.Durand & B.D.Jacks.) Mateo & Greuter, 2007: i caratteri sono intermedi tra la specie P. saussureoides e la specie P. peleteriana.